# Nota 3
Nota 3 este un film românesc din 1965 regizat de Nell Cobar.